# ميشيل غرافل
ميشيل غرافل هو سياسي كندي، ولد في 4 أغسطس 1939 في مونتريال في كندا. نشط حزبياً في الحزب الكندي التقدمي المحافظ. وقد انتخب عضو مجلس العموم الكندي.